# یوآنا بروزدوویچ
یوآنا بروزدوویچ (لهستانی: Joanna Bruzdowicz؛ ‏ ۱۷ مهٔ ۱۹۴۳ – ۳ نوامبر ۲۰۲۱) آهنگساز، موسیقی‌دان و نوازنده پیانو اهل لهستان بود.
وی پس از تحصیل در «دبیرستان موسیقی ورشو» به «مدرسه عالی دولتی موسیقی» رفت و در رشتهٔ آهنگسازی و نوازندگی پیانو آموزش دید و مدرک کارشناسی ارشد دریافت کرد. وی در سال ۱۹۹۶ برای تکمیل تحصیلات خود به پاریس رفت و با بورسیه دولت فرانسه ادامه تحصیل داد و در آنجا از شاگردان نادیا بولانژه، الیویه مسیان و پیر شفر بود. وی مدرس دورهٔ‌های کارشناسی ارشد موسیقی در مؤسسه فناوری ماساچوست، دانشگاه ییل، دانشگاه کالیفرنیای جنوبی، یوسی‌اِل‌اِی و دانشگاه مونترآل بوده است. از فیلم‌هایی که وی در ساخت موسیقی آن‌ها نقش داشته است، می‌توان به هوایی چنان پاک، خوشه‌چین‌ها و من و خانه‌به‌دوش اشاره نمود.
وی بابت مشارکت‌های فرهنگی-هنری‌اش در سال ۲۰۰۱ برندهٔ نشان افتخار تولد لهستان (نشان شوالیه) و در سال ۲۰۱۳ برندهٔ مدال نقرهٔ گلوریا آرتیس شد.